# Nativa FM Tubarão
Nativa FM Tubarão é uma estação de rádio brasileira da cidade de Tubarão, Santa Catarina. Opera na frequência FM 88.5 MHz, originada da migração AM-FM. É afiliada à Nativa FM.

## História
A Rádio Santa Catarina, foi fundada em 2 de fevereiro de 1962, por João Augusto Kurten, essa é a segunda emissora de rádio em Tubarão. Por ela passou vários acionistas e proprietários, como o Grupo Soratto e mais recente Clóvis Rogério. Seu primeiro estúdio foi na Rua Geraldo Spetman, no bairro Humaitá de Cima e atualmente seu estúdio está nas margens da SC-438, no mesmo bairro. A Rádio Santa Catarina é mais conhecida na cidade como Rádio Super Santa ou Super Santa Catarina.
Sua programação é focada em jornalismo, músicas e esporte. Entre as atrações da emissora estão: De Olho Nas Cidades, Café Com Informação, Negócios & Cia (programa para venda de imóveis e carros), Interagindo na Santa, entre outros. A mesma também transmite as emoções do campeonato catarinense e do brasileirão, ao domingos. Em 2012, a emissora completa 50 anos no ar.
Em 2014, a emissora solicita migração AM-FM.
No dia 2 de janeiro de 2020, o Grupo Irineu de Comunicação, responsável pela Nativa FM em Joinville, assume por completo a emissora. A compra foi efetuada no fim do ano passado e com isso, decidem na migração para FM fazer o retorno da rede na cidade, já que a Nativa FM operou durante 6 anos na FM 98.9 da Rede Tabajara de Comunicações, atualmente afiliada à Massa FM. A Anatel autorizou a frequência FM 88.5 para a mesma e previsão do retorno da rede na cidade, está para o mês de maio.
No dia 22 de abril, a emissora começou sua fase experimental na nova frequência FM 88.5, os estúdios novos estão prontos e a nova sede será no Praça Shopping, a estreia e o retorno da Nativa FM na cidade está sem data definida. Em maio, foi confirmada a data de estreia que será as 18h, no dia 26 de maio, na abertura do Arena Nativa e a inauguração local no dia seguinte.
No dia 27 de maio, encerrará as atividades da Rádio Super Santa, depois de longos anos de história. O ex-proprietário da emissora Arilton Barreiros, foi convidado pelo novo proprietário Irineu Machado, a comandar o Jornal da Nativa que será de 06h às 08h, levando as principais informações da cidade.